# Хурри, Йоонас
Йоонас Хурри (род. 31 марта 1991, Лахти, Хяме) — финский профессиональный защитник по хоккею, который в настоящее время играет за HC Nikkō Ice Bucks of the ALIH.

## Спортивная карьера
Хурри также играл в Peliitat, HeKi и в различных командах Kiekko-Reipas, принимал участие в Чемпионате Мира по хоккею U-17 2008 года (который проходил с 29 декабря 2007 года по 4 января 2008 года), а также на чемпионате мира по хоккею 2009 IIHF World U18 Championships (который проходил с 9 по 19 апреля 2009 года). Другими лигами, с которыми был связан Хурри, были Jr. A SM-liiga, Jr. B SM-sarja and Jr. C SM-sarja Q leagues.
Одной из его первых наград в хоккейной карьере было то, что он попал в состав сборной для Kiekko-Reipas в U16 Pohjola лиге в мае 2006 года. В любительской хоккейной карьере Хурри однажды вышел в плей-офф с командой Pelicans U20 и дважды "вылетел" с одним и тем же результатом.
Его нынешний контракт с «Пеликанами» хорошо себя зарекомендовал в сезоне SM-liiga 2012—2013 годов. В 2018 году Хурри заключил соглашение с Nikkō Ice Bucks и играет в Азиатской хоккейной лиге.

## Личная жизнь
Состоит в отношениях с Алиной Дмитриевной Воронковой (обладательница титула «Мисс Финляндия» 2018 года).